# Melissodes blanda
Melissodes blanda är en biart som beskrevs av Laberge 1956. Melissodes blanda ingår i släktet Melissodes och familjen långtungebin. Inga underarter finns listade i Catalogue of Life.